# Marcijan
Marcijan (latinsko Flavivs Marcianvs Avgvstvs) je bil cesar Bizantinskega cesarstva, ki je vladal od leta 450 do 457, * 392, † 27. januar 457.
Njegovo vladavino je zaznamovala ozdravitev Vzhodnega rimskega cesarstva, zavarovanje meja ter gospodarske in finančne reforme. Marcijanova izolacionistična politika je prepustila Zahodno rimsko cesarstvo njegovi usodi, tako se je moralo samo braniti pred napadi barbarov, zlasti pred Atilovim pohodom v Italijo in napadom Vandalov na Rim leta 455. Pravoslavna cerkev ja Marcijana zaradi sklica cerkvenega zbora v Kalcedonu proglasila za svetnika. 

## Življenjepis

### Vzpon na prestol
Rojen je bil  leta 392 v Iliriku ali Trakiji.. Kot sin vojaka je svojo mladost preživel v  vojaški enoti, nameščeni v Filipopolisu. S svojo enoto je odšel v vojno proti Sasanidom, verjetno v tisto leta 421-422. Na poti na bojišče  je v Likiji zbolel.  Takrat je bil verjetno že tribun in poveljnik svoje enote. 
Po ozdravljenju  je odšel v Konstantinopel, kjer je bil petnajst let domestik pod generaloma Ardabarijem in Asparjem.  Leta 431 ali 434 so ga med boji v Afriki ujeli Vandali. Po eni od legend naj bi ga privedli pred kralja Gizerika (vladal 428-477), ki je poznal prerokbo, da bo Marcijan postal cesar. Po Marcijanovi prisegi, da se ne bo nikoli vojskoval proti Vandalom, ga je Gizerik osvobodil.
S pomočjo generalov Ardabarija in Asparja je postal poveljnik cesarske garde in bil kasneje povišan v senatorja. Po smrti cesarja Teodozija II. leta 450 so ga izbrali za njegovega naslednika in ga poročili s Teodozijevo sestro Pulherijo.  Rimsko cesarstvo je bilo takrat zelo ponižano in obubožano zaradi pustošenja Hunov. 

### Vladanje
Po prihodu na prestol je prenehal plačevati ponižujoč davek Hunu  Atili (vladal 434-453),  ki ga je slednji izsilil od Teodozija II., da bi prenehal napadati Bizantinsko cesarstvo. Atila se je zavedal, da nikoli ne bo mogel osvojiti Konstantinopla, zato je izkoristil priložnost in se obrnil proti zahodu, kjer je napadel najprej Galijo (451) in nato Italijo (452), Marcijanove dominione pa je pustil pri miru.  
Marcijan je reformiral državne finance, obrzdal  potratnost države in poselil opustošene pokrajine. Leta 452 je odbil napade na  Sirijo in Egipt in leta 456 zatrl  nemire na armenski meji. Pomemben dogodek v njegovem življenju je bil sklic cerkvenega zbora v Kalcedonu leta 451, na katerem se je prizadeval  pomiriti spore med rivalskimi teološkimi šolami. 
V notranje zadeve Zahodnega rimskega cesarstva se na splošno ni vmešaval in ga je prepustil njegovi usodi: med napadi Hunov mu ni prišel na pomoč, med napadom Vandalov na Rim  leta 455 se je držal obljube o nenapadanju, ki jo je dal Gizeriku. Sodobne raziskave so pokazale, da je bolj aktivno seodeloval v obrambi Zahodnega cesarstva, kot se je domnevalo. Njegov vpliv je opazen v kasnejših dogodkih, vključno z Atilovo smrtjo. 
Malo pred Atilovo smrtjo leta 453 se je ponovno začel spor med njim in Marcijanom. Vojno je preprečila Atilova smrt. 
Marcijan je na potovanju z versko vsebino  27. januarja 457 umrl zaradi bolezni, morda gangrene.  Pokopali so ga v cerkvi Svetih apostolov v Konstantinoplu, kjer je bila pokopana tudi soproga Pulherija.
Marcijana se kljub temu, da je vladal malo časa in je odpisal  Zahodno rimsko cesarstvo,  prišteva med najboljše bizantinske cesarje. Pravoslavna cerkev je njega in soprogo Pulherijo razglasila za svetnika, ki s praznujeta 17. februarja. 

## Družina
Edina znana Marcijanova hčerka je Marcija Eufemija, poročena s kasnejšim bizantinskim cesarjem Antemijem. Ime njene matere ni znano.
Marcijanova druga žena Pulherija se je zaobljubila deviškosti. Poroka z njo je bila zato zgolj politično zavezništvo, s katerim je Marcijan postal član Teodozijske dinastije.  Njun zakon je ostal brez otrok.

## Vira
- Chisholm, Hugh, urednik. (1911). Marcian. Encyclopædia Britannica (11. izdaja). Cambridge University Press.
- Arnold Hugh Martin Jones. Marcianus 8. The Prosopography of the later Roman empire: A.D. 260–395, Volume 1. Cambridge University Press, 1987, ISBN 0-521-20159-4, str. 714-715.

| Marcijan Teodozijska dinastija Rojen: okoli 390 Umrl: januar 457 |                                                    |                                                 |
| Vladarski nazivi                                                 |                                                    |                                                 |
| Predhodnik: Pulherija                                            | Cesar Bizantinskega cesarstva 450–457              | Naslednik: Leon I. Tračan                       |
| Politične funkcije                                               |                                                    |                                                 |
| Predhodnik: Valentinijan III., Genadij Avien                     | Rimski konzul 451 z Valerijem Faltonijem Adelfijem | Naslednik: Flavij Bas Herkulan, Flavij Sporacij |